# أسوكا نومورا
أسوكا نومورا (23 يوليو 1994 - ) (بالكانا:のむら あすか) هي لاعبة كرة طائرة يابانية.

## وصلات خارجية
- أسوكا نومورا على موقع عالم الكرة الطائرة (الإنجليزية)
- أسوكا نومورا على موقع الدوري الياباني (سيدات) (اليابانية)
- أسوكا نومورا على موقع الدوري الياباني (مؤرشف) (اليابانية)
- أسوكا نومورا على موقع الدوري الياباني (مؤرشف) (اليابانية)